# Nikolaï Ekk
Nikolaï Ekk (russe : Никола́й Экк) de son vrai nom Nikolaï Vladimirovitch Ivakine (Никола́й Влади́мирович Ива́кин), né le 1er juin 1902 à Riga (située à l'époque en Russie impériale, à présent en Lettonie), décédé le 14 juillet 1976 à Moscou (située à l'époque en Union des républiques socialistes soviétiques, à présent en Russie) est un réalisateur de cinéma soviétique.
Issu du monde du théâtre, il étudie le cinéma au Kinotechnikum à l'époque où Eiseinstein, Koulechov et Poudovkine y enseignent. En 1931, il réalise le premier film parlant soviétique, Le Chemin de la vie (Poutiovka v jizn), qui le rendra célèbre et dans lequel il explique les méthodes pédagogiques employées par l'Union soviétique pour endiguer un fléau des débuts de la révolution, les besprizornyé (Беспризорные), des troupes d'enfants abandonnés, livrés à eux-mêmes par centaines de milliers, coupables de brigandages.
Ekk signe également en 1936 le premier long métrage en couleur soviétique Grounya Kornakova (connu aussi sous le titre de Rossignol, petit rossignol).
À côté de cela, Ekk écrit quelques pièces de théâtre, notamment Les Aiglons rouges («Красные орлята», 1925) et Le Parti des enfants libres («Партия свободных ребят», 1925).

## Filmographie
- 1931 : Le Chemin de la vie
- 1935 : Carnaval des couleurs
- 1936 : Grounya Kornakova
- 1936 : Soloveï-Solovuchko
- 1939 : La foire de Sorotchinski
- 1967 : L'Homme au gant vert (ru)

## Récompenses
- Prix du meilleur réalisateur à la Mostra de Venise 1932.